# Daniel Hannan
Daniel John Hannan (født 1. september 1971) er siden 1999 britisk medlem af Europa-Parlamentet, valgt for Konservative Parti (UK) (indgår i parlamentsgruppen ECR).